# 北日本製薬
北日本製薬株式会社（きたにほんせいやく、英: KITANIHON PHARMACEUTICAL CO.,LTD.）は、富山県に本社のある製薬会社。
1942年に東亜製薬株式会社（とうあせいやく）として配置薬メーカーの共同出資により設立。市場縮小や後継者難から2003年に中国企業の傘下に入り、2007年に株式会社三九製薬と合併し、株式会社三九製薬（さんきゅうせいやく）に社名変更。2013年に現在の社名に変更した。

## 主な製品
葛根湯や防風通聖散などの漢方薬や、生薬由来のサプリメントなどの製造を行う。ドラッグストア向けの比率が増え、配置薬向けの割合は2割程度となっている。

## 沿革
東亜製薬
- 1942年1月30日 - 上市町の配置薬メーカーの共同出資により東亜製薬株式会社設立。
- 2003年10月 - 第三者割当増資を行い、三九企業集団のグループ会社となる。
- 2004年6月 - 配置薬卸売事業を広貫堂に委託。

（旧）三九製薬
- 1997年8月 - 中国深圳に本拠地を置く三九企業集団が、日本の市場調査を目的に株式会社範記通商を設立。範記通商は株式会社本草坊、株式会社三九本草坊医薬を経て、2005年6月に株式会社三九製薬に社名変更した。
- 2002年10月 - ハックキミサワと業務提携。
- 2004年10月 - 伊藤忠商事と資本提携[2]。

三九製薬→北日本製薬
- 2007年4月 - 東亜製薬と（旧）三九製薬が合併。東亜製薬を存続会社としたうえで、株式会社三九製薬に社名変更。
- 2007年 - 多角化により経営が悪化した三九企業集団が、香港の華潤集団に買収される[3]。
- 2013年6月1日 - 北日本製薬株式会社に社名変更。
- 2025年3月3日 - 上市町上経田の元スーパーマーケットの建物を改装して整備する品質管理センターと本社の既存のセンターの隣接地に建設する研究棟の地鎮祭を挙行[4]。

## 不祥事
2021年9月14日、国に承認されていない手順で医薬品を製造するなど品質管理体制に問題があったとして、富山県が北日本製薬に対して医薬品医療機器法に基づく業務停止命令と業務改善命令を出した。北日本製薬は2004年ごろから、錠剤に使用する添加剤について、国の承認と異なる配合で医薬品を製造し、製造記録を改竄。安定性試験で不合格となった製品の回収を怠った。